# Potenza Sport Club 1972-1973
Questa voce raccoglie le informazioni riguardanti il Potenza Sport Club nelle competizioni ufficiali della stagione 1972-1973.

## Rosa
| N. |                   | Ruolo | Calciatore           |
| -- | ----------------- | ----- | -------------------- |
|    | Italia (bandiera) | A     | Vincenzo Aliandro    |
|    | Italia (bandiera) | D     | Barone               |
|    | Italia (bandiera) | A     | Michele Barone       |
|    | Italia (bandiera) | A     | Boemio               |
|    | Italia (bandiera) | D     | Silvio Bongiovanni   |
|    | Italia (bandiera) | C     | Antonio Capitella    |
|    | Italia (bandiera) | D     | Nunzio Cavazza       |
|    | Italia (bandiera) | D     | Cillis               |
|    | Italia (bandiera) | A     | Alberto Corucci      |
|    | Italia (bandiera) | A     | Cosenza              |
|    | Italia (bandiera) | P     | Renzo Evangelista    |
|    | Italia (bandiera) | D     | Sebastiano Foresti   |
|    | Italia (bandiera) | A     | Enzo Gaddi           |
|    | Italia (bandiera) | P     | Arcangelo Galantucci |

| N. |                   | Ruolo | Calciatore           |
| -- | ----------------- | ----- | -------------------- |
|    | Italia (bandiera) | C     | Raffaele Gallo       |
|    | Italia (bandiera) | D     | Gianfranco Garbuglia |
|    | Italia (bandiera) | C     | Luigi Juvone         |
|    | Italia (bandiera) | D     | Vito Luongo          |
|    | Italia (bandiera) | P     | Maggio               |
|    | Italia (bandiera) | D     | Bonaventura Molfese  |
|    | Italia (bandiera) | C     | Antonio Ottobre      |
|    | Italia (bandiera) | D     | Gerardo Passarella   |
|    | Italia (bandiera) | A     | Pepe                 |
|    | Italia (bandiera) | A     | Luigi Polino         |
|    | Italia (bandiera) | C     | Luciano Rigato       |
|    | Italia (bandiera) | C     | Testorio             |
|    | Italia (bandiera) | D     | Walter Urgesi        |